# Sociologická imaginace
Pojem sociologická imaginace zavedl v roce 1959 americký sociolog Charles Wright Mills (*28. srpna 1916, Waco, Texas, USA – 20. března 1962, Nyack, New York, USA) ve své stejnojmenné knize. Tato metoda spočívá v oproštění se od reality každodenního života a nahlédnutí na daný sociologický problém v širším celospolečenském kontextu.

## Kontext
Mills se ve svých raných publikacích, mezi něž řadíme například knihu The Power Elite, zabýval především třídní hierarchií americké společnosti. Později se jeho pozornost přesunula na úlohu jedince ve společnosti. K sepsání knihy Sociological Imagination, kde rozpracovává stejnojmennou myšlenku, Millse přivedla jeho dlouhodobá kritika soudobého přístupu sociologie. Svým kolegům vyčítal, že se až příliš uzavírají do umělého jazyka sociologických pojmů, soustředí se pouze na nejvyšší společenské vrstvy a vzdalují se tak od zkušeností a problémů běžných lidí.

## Definice
Mills nachází v sociologické imaginaci podstatu sociálních věd. Definoval ji jako uvědomění si vztahu mezi osobní zkušeností a širším společenským kontextem.
Jedná se tedy o použití imaginativního myšlení s cílem pochopit vztah mezi osobními problémy jedince a celospolečenskými procesy.
Podle Millse se člověk v realitě svého každodenního života pohybuje téměř výhradně v uzavřeném okruhu lidí, do kterého spadá rodina, přátelé a kolegové ze zaměstnání. Denně se střetává s problémy různých rozsahů, které mu komplikují život. Jejich řešení se snaží naleznout v okruhu svých blízkých a neuvědomuje si, že se nejedná pouze o jejich osobní potíže, nýbrž o častější jevy, které mohou být důsledkem složitějších společenských mechanismů. Tuto teorii shrnul větou: „Život jednotlivce ani dějiny společnosti nelze pochopit, nepochopíme-li obojí současně.“

## Využití metody
Metoda sociologické imaginace umožňuje například nahlédnout na určitý společenský fenomén z různých perspektiv nebo vystopovat kořeny problému jednotlivce v širším společenském kontextu.
Díky sociologické imaginaci můžeme provést rozbor pití kávy, jež v současném západním světě často funguje jako pouhý doplněk společenského setkání, jako tradiční rituál, jehož těžiště neleží v samotném nápoji, nýbrž v kontaktu s druhými lidmi. Z pohledu kulturní antropologie pak může být zajímavé, proč některé kultury pokládají kávu za společensky nepřijatelnou drogu a přitom tolerují například marihuanu. Další pro sociologa pozoruhodný aspekt pití kávy spočívá v procesu její produkce a distribuce a společenských důsledcích, které tento proces přináší v rozvojových zemích.
Pátrání po důvodech nezaměstnanosti jedince analýzou širšího socioekonomického kontextu namísto pouhého konstatování, že se jedná o důsledek osobního selhání, můžeme pokládat za další příklad využití sociologické imaginace.

## Vývoj pojmu
Následující sociologové v posledních letech upozornili, že pro současnost je třeba nové sociologické imaginace.
Například Ulrich Beck (*15. května 1944, Słupsk, Polsko – 1. ledna 2015, Berlín, Německo) tvrdí: „Potřebujeme novou sociologickou imaginaci, která vnímá i určité paradoxy a výzvy reflexivní modernity a současně je dostatečně silná a pozorná, aby otevřela hranice představivosti, v nichž jsou lapeny akademické rutiny.“
Reflexivní modernitou zde rozumíme takové myšlení o společnosti, které si uvědomuje svou vlastní podmíněnost i historii a zejména rizika, před nimiž stojí.
Gerard Delanty (*1960, Spojené království) zavádí pojem kosmopolitní imaginace, který rozšiřuje použití metody sociologické imaginace na globální měřítko.
Podle Steva Fullera (*12. července 1959, New York City, New York, USA) je třeba nové sociologické imaginace pro správné uchopení dynamiky šesté industriální revoluce, která propojuje nanotechnologie, biotechnologie, informační technologie, robotiku a dále vědní odvětví zabývající se nervovou soustavou.
Peter Ludwig Berger (*17. března 1929, Vídeň, Rakousko - 27. června 2017, Brookline, Massachusetts, USA) zavedl v roce 2006 další související pojem „sociologická perspektiva“, který definuje jako schopnost spatřit „obecné v jednotlivém“. Tato metoda pomáhá sociologům vysledovat obecné vzorce v chování jednotlivců.

### Použitá literatura
- BERGER, Peter Ludwig. Pozvání do sociologie: humanistická perspektiva. 3. vyd. Brno: Společnost pro odbornou literaturu - Barrister & Principal, 2007, 194 s. Studium (Barrister & Principal). ISBN 978-80-87029-10-7.
- (anglicky) DELANTY, Gerard. The cosmopolitan imagination: critical cosmopolitanism and social theory. British Journal of Sociology, 57 (1). pp. 25-47, 2006, ISSN 00071315.
- (anglicky) FULLER, Steve. The new sociological imagination. Thousand Oaks, Calif.: SAGE, 2006, viii, 231 s. ISBN 0-7619-4757-4.
- GIDDENS, Anthony. Sociologie. Praha : Argo, 1999. 595 s. ISBN 80-7203-124-4.
- MILLS, Charles Wright. Sociologická imaginace. Vyd. 1. Praha: Sociologické nakladatelství, 2002, 310 s. ISBN 80-86429-04-0.
- (anglicky) MILLS, Charles Wright. The power elite. Oxford: Oxford University Press, 1956, 423 s. ISBN 0195006801. České vydání: Mocenská elita. 1. vyd. Praha: Orbis, 1966, 500 s. Malá moderní encyklopedie (Orbis), sv. 53.
- LINHART, Jiří, PETRUSEK, Miroslav, VODÁKOVÁ, Anna, MAŘÍKOVÁ, Hana.Velký sociologický slovník. Vyd. 1. Praha: Karolinum, 1996, 747 s. ISBN 80-7184-164-1.